# Nüydi
Nüydi è un comune dell'Azerbaigian situato nel distretto di Şamaxı. Conta una popolazione di 632 abitanti.